# Västra Bosjön
Västra Bosjön är en sjö i Söderhamns kommun i Hälsingland och ingår i Ljusnans huvudavrinningsområde. Sjön är 4 meter djup, har en yta på 0,195 kvadratkilometer och befinner sig 56,3 meter över havet.

## Delavrinningsområde
Västra Bosjön ingår i det delavrinningsområde (679020-155513) som SMHI kallar för Utloppet av Västra Bosjön. Medelhöjden är 132 meter över havet och ytan är 10,89 kvadratkilometer. Det finns inga avrinningsområden uppströms utan avrinningsområdet är högsta punkten. Vattendraget som avvattnar avrinningsområdet har biflödesordning 2, vilket innebär att vattnet flödar genom totalt 2 vattendrag innan det når havet efter 30 kilometer. Avrinningsområdet består mestadels av skog (86 procent). Avrinningsområdet har 0,33 kvadratkilometer vattenytor vilket ger det en sjöprocent på 3 procent. Bebyggelsen i området täcker en yta av 0,16 kvadratkilometer eller 1 procent av avrinningsområdet.